# Club Handbol Gavà
El Club Handbol Gavà (CH Gavà) és un club d'handbol de Gavà, fundat l'any 1957.
Dedicat a la formació i a la pràctica de l'handbol de forma social, disposa d'una escola base i diferents equips en categories inferiors. Durant els anys seixanta i setanta competí com a Companyia Roca Radiadors, amb el suport de la citada empresa. El sènior masculí va jugar a la Divisió d'Honor espanyola durant la dècada de 1970 i actualment competeix a les competicions d'àmbit català, aconseguint una Lliga catalana la temporada 2016-17. El sènior femení va fundar-se a principis dels anys 60 per Pere Mora, i va competir algunes temporades a la Divisió d'Argent. La temporada 2018-19 hi va aconseguir de nou l'ascens. El club disputa els seus partits al pavelló poliesportiu Jaume March. En handbol platja, va organitzar el primer Campionat de Catalunya el 2011.